# Groß Nenndorf
Groß Nenndorf è un ex comune del land della Bassa Sassonia, in Germania, parte della città di Bad Nenndorf.

## Storia
Già comune autonomo nel circondario della contea di Schaumburg, il 1º gennaio 1929 fu soppresso e unito a quello di Klein Nenndorf per formare il nuovo comune di Bad Nenndorf.